# Mansour ibn Lu'lu'
Manṣūr ibn Luʾluʾ (en arabe : منصور بن لؤلؤ), aussi connu par son laqab sous le nom de Murtaḍā ad-Dawla, est l'émir d'Alep entre 1008 et 1016. Il succède à son père, Loulou el-Kébir, avec qui il a partagé le pouvoir. Néanmoins, à sa différence, Mansour rencontre l'opposition des notables de la cité qui protestent contre sa politique répressive et son autoritarisme. Tant Mansour que son père ont cherché à éliminer les représentants de la dynastie des Hamdanides qui a dirigé Alep avant eux et dont ils prétendent être les continuateurs. Sur le front diplomatique, Mansour est partagé entre l'influence de l'Empire byzantin et celle des Fatimides. 
À deux reprises, il doit combattre les Hamdanides qui tentent de reprendre le contrôle de l'émirat. Il jouit alors du soutien décisif des Banu Kilab, à qui il promet la moitié des revenus de l'émirat, avant de revenir sur sa parole. Pour se débarrasser des Banu Kilab, il leur tend un piège en invitant des centaines de membres de la tribu à un festin, qui se transforme en embuscade. Ils sont tués ou faits prisonniers dans la citadelle d'Alep entre 1012 et 1014, quand l'un d'entre eux, Salah ibn Mirdas, s'échappe et rentre en guerre contre Mansour. Celui-ci est vaincu et fait prisonnier à son tour. Pour obtenir sa libération, il consent à libérer tous les captifs et à appliquer l'accord qui confère la moitié des revenus de l'émirat aux Banu Kilab. De nouveau, il se refuse à appliquer cette clause et à nouveau la guerre éclate. Cette fois, Alep est assiégée et, en 1016, le commandant de la citadelle d'Alep, Fath al-Qal'i, se retourne contre Mansour et le contraint à quitter Alep. L'empereur byzantin Basile II lui accorde l'asile à Antioche et lui confie un fief sur la frontière byzantino-arabe. Par la suite, il prend la tête d'un contingent de l'armée byzantine et accompagne l'empereur Romain III Argyre au cours de la bataille d'Azâz (1030) contre Shibl al-Dawla, le fils et successeur de Salah ibn Mirdas. L'affrontement est une défaite pour les Byzantins et Mansour disparaît des sources par la suite. 

## Biographie

### Premières années
Mansour est le fils de Lu'lu' al-Kabir, un ancien ghulam des émirs hamdanides d'Alep, devenu Hadjib sous Sa'd ad-Dawla (967-991). Si c'est officiellement Saïd al-Dawla qui succède à ce dernier, le pouvoir est dans les faits détenu par Lu'lu' al-Kabir. Quand Saïd meurt en janvier 1002, Lu'lu' gouverne Alep au nom de ses fils,Abu al-Hasan Ali et Abu al-Ma'ali Sharif avant de les évincer. Il devient alors le dirigeant de l'émirat d'Alep et Mansour agit comme son adjoint. Tous deux poursuivent les derniers partisans des Hamdanides, obligeant Abu al-Hayja' à fuir chez les Byzantins où il reçoit l'asile. Dans le même temps, Mansour devient gouverneur de Raqqa, une cité qui tombe en 1007 aux mains des Numayrides.

### L'émir d'Alep

#### Conflit avec les Hamdanides
Lu'lu' al-Kabir meurt en 1008 et Mansour lui succède. Il tente de concentrer le pouvoir entre ses mains, aux dépens de l'élite d'Alep, même s'il garde la distinction entre l'autorité civile et l'autorité militaire au sein de l'émirat, se réservant cette dernière. Sur le front diplomatique, il respecte le protectorat que les Byzantins revendiquent sur Alep, même s'il accroît les contacts avec les Fatimides d'Egypte. Mansour souffre d'un certain déficit de légitimité et plusieurs conspirations naissent à son encontre, au profit d'Abu'l-Hayja'. Ces conspirateurs sont soutenus par la tribu des Banu Kilak, parmi les plus influentes de l'émirat et demandent le soutien des Marwanides de Diyar Bakr, alors dirigés par Mumahhid al-Dawla, beau-frère d'Abu'l-Hayja'. Mumahhid obtient de l'empereur byzantin Basile II qu'il laisse partir Abu'l-Hayja' pour reprendre Alep, acceptant de soutenir financièrement cette cause. Mumahhid fournit aussi deux cents cavaliers. Toutefois, Mansour apprend bien vite ce projet et écrit aux chefs des tribus locales pour leur promettre une partie des produits de la fiscalité et le contrôle de certaines régions rurales s'ils acceptent de le soutenir. Plus encore, Mansour se tourne vers les Fatimides pour obtenir leur soutien, acceptant de nommer un gouverneur fatimide au sein de la citadelle d'Alep. Les Fatimides envoient alors une troupe aider Mansour. 
Le temps que les renforts fatimides arrivent, les tribus Banu Kilab et Abu'l-Hayja' sont déjà aux portes d'Alep. Toutefois, les Banu Kilab sont retournés par Mansour et se détachent de Abu'l-Hayja' quand les Fatimides attaquent. Abu'l-Hayja' doit de nouveau se réfugier chez les Byzantins. Dans un premier temps, Basile II est réticent à lui accorder l'asile mais il finit par le placer en résidence surveillée à Constantinople. De son côté, Mansour ne remplit pas sa promesse de laisser un gouverneur fatimide résider à Alep. Le sultan du Caire réagit et envoie une armée pour le remplacer par Abu al-Ma'ali Sharif, un autre rejeton des Hamdanides. En 1011, cette armée progresse jusqu'aux environs d'Alep, à Maarat al-Nouman, mais finit par battre en retraite face à l'opposition des Banu Kilab. 

#### Soumission des Banu Kilab
Malgré le soutien apporté, Mansour n'est pas prêt à céder une partie des revenus de l'émirat aux Banu Kilab. Quand ces derniers se manifestent auprès de lui pour qu'il respecte sa part du marché, Mansour essaie de gagner du temps et d'user de moyens diplomatiques pour les contrer. Selon Zakkar, les Banu Kilab ne sont guère ouverts à la diplomatie et préfèrent passer par la manière forte. S'installant à proximité directe d'Alep, ils commencent à faire paître leurs troupeaux sur les terres de la ville, qu'ils s'agissent des jardins ou des champs. Ils coupent les oliviers et commencent à paralyser la vie de la cité. Mansour n'a pas les moyens de les soumettre par la force et il imagine un plan pour s'en débarrasser. Il feint de leur accorder ce qu'ils demandent et les invitent à une fête en son palais, le 27 mai 1012. Il reçoit entre 700 et 1 000 membres des Banu Kilab, dont de nombreux chefs mais il s'agit d'un piège et ils sont immédiatement encerclés.
Les Banu Kilab qui ne sont pas massacrés sont emprisonnés dans la citadelle. Ceux qui ne se sont pas rendus au banquet, dirigés par Muqallid ibn Za'ida, se rassemblent et assiègent Kafartab, au sud d'Alep. Mansour accepte alors de déplacer les prisonniers pour améliorer leurs conditions de détention. Il favorise notamment les frères de Muqallid. Toutefois, il revient immédiatement sur ces décisions quand il apprend la mort de Muqallid au cours du siège. Mansour fait exécuter plusieurs chefs des Banu Kilab et en torture de nombreux, tandis qu'un grand nombre meurent du fait des conditions de détention. Selon Yahyā d'Antioche, Mansour fait finalement libérer quelques Banu Kilab en 1013.

#### Relations avec les Fatimides
Sous son père, Mansour entretient de bonnes relations avec le calife al-Hakim. Dès 1007, il envoie ses deux fils au Caire où le calife leur octroie d'importantes richesse et sept villages en Palestine. Al-Hakim confère aussi à Mansour le titre de murtada ad-Dawla (signifiant approuvé par la dynastie). Toutefois, les relations se détériorent en 1011 avant de s'améliorer en 1014. En mars de cette année, al-Hakim envoie à Mansour un document reconnaissant son autorité sur Alep. Mansour est alors le premier émir d'Alep à accepter la suzeraineté, même nominale, des Fatimides. Ses prédécesseurs ont plutôt eu tendance à reconnaître l'autorité des Abbassides. Mansour maintient aussi l'obédience chiite d'Alep, ce qui le rapproche des Fatimides et s'assure que la khutba (la prière du vendredi) soit au nom d'al-Hakim.
Parmi les prisonniers figure Salah ibn Mirdas, l'émir de Qasr al-Rahba. Mansour le torture et l'humilie et le force à divorcer de sa femme, Taroud, de manière qu'il puisse lui-même l'épouser. Selon plusieurs récits, elle était très réputée pour sa beauté. Selon Zakkar, il est possible qu'au-delà de l'humiliation, Mansour ait souhaité se lier avec les Banu Kilab par un mariage. Le 3 juillet 1014, Salah ibn Mirdas parvient à s'enfuir et à rejoindre les siens à Dabiq, au nord d'Alep. Si des chroniques rapportent qu'il se serait échappé par des moyens acrobatiques, Mansour accuse le gouverneur de la citadelle de collusion.
Salah ibn Mirdas gagne rapidement le soutien de tous les Banu Kilab et il se retourne contre Alep. Les ghilman de Mansour s'opposent à cette force à l'extérieur d'Alep et demandent à Mansour de rassembler une plus grande armée, quitte à mobiliser une partie de la population de la cité. Le 13 aout, Salah ibn Mirdas met en déroute les forces de Mansour, tuant 2 000 de ses hommes et s'emparant de Mansour et de ses principaux lieutenants. Deux frères de Mansour parviennent à s'échapper et s'enferment dans Alep, où ils font régner l'ordre avec l'aide de leur mère. Salah tente de prendre la ville mais il doit négocier la libération de Mansour avec les assiégés. Un accord est obtenu qui fait plusieurs concessions aux Banu Kilab. Salah ibn Mirdas obtient le retour de son épouse mais aussi le droit de se marier à une fille de Mansour, la libération de tous les prisonniers Banu Kilab, une reconnaissance de l'autorité de Salah ibn Mirdas sur ces derniers et l'obtention de la moitié des revenus de l'émirat. Si Mansour obtempère sur l'esentiel, il refuse de donner une de ses filles en mariage et la moitié des revenus de l'émirat aux Banu Kilab.
Salah ibn Mirdas réagit en attaquant à nouveau Alep. Il fait le blocus de la cité et les habitants se retournent rapidement contre Mansour. Isolé, ce dernier tente de faire appel à Basile II en le persuadant que l'objectif des Banu Kilab est de combattre les Byzantins. L'empereur se montre d'abord ouvert à Mansour et envoie 1 000 Arméniens combattre à ses côtés mais ils sont bientôt rappelés car Salah ibn Mirdas intervient aussi auprès de Basile II pour l'assurer de ses bonnes intentions. Basile II cherche aussi peut-être à préserver de bonnes relations avec les Banu Kilab et leurs alliés numayrides, qui sont une menace immédiate à la frontière byzantine. Quoi qu'il en soit, ce revirement affaiblit fortement Mansour.

#### Chute
Zakkar affirme que le conflit avec les Banu Kilab mène Mansour à sa chute. Le coup fatal est porté quand il se dispute avec son ghulam, Fath al-Qal'i, le gouverneur de la citadelle d'Alep. Mansour le blâme pour les troubles avec les Kilab et il l'accuse de connivence avec eux. Néanmoins, il n'a pas le pouvoir de le congédier et il tente de lui tendre un piège. Il l'invite à se retrouve hors de la citadelle mais Fath a vent du risque qu'il encourt et fait fermer les portes de la citadelle. La rébellion éclate au sein même de la ville. Le 7 janvier 1016, Fath reconnaît l'autorité de Salah ibn Mirdas. Pris de court, Mansour décide de fuir la ville avec ses fils, ses frères et quelques-uns de ses ghilman. Au matin, le désordre s'empare d'Alep. Le palais de Mansour est mis à sac et le chroniqueur Ibn al-Adim affirme que de nombreux manuscrits sont perdus à cette occasion. Les domiciles de Chrétiens et de Juifs sont aussi pillés. Pour les historiens, cet épisode marque la fin de l'émirat hamdanide d'Alep, même si la dynastie hamdanide en tant que tel n'est plus au pouvoir depuis 1002.

### Au service des Byzantins
Mansour rejoint Antioche après dix jours de fuite. Basile II ordonne au catépan de la cité de le recevoir honorablement. Les Byzantins ont déjà accordé l'asile à d'anciens émirs d'Alep, qui peuvent devenir des moyens de pression auprès du nouveau maître de la ville. Mansour est parti en laissant derrière lui sa mère, ses épouses et ses filles, rapidement capturées par Fath et placées en détention par Salah ibn Mirdas. Finalement, celui-ci les autorise à rejoindre Mansour à l'exception d'une fille, qui lui est promise en mariage en vertu d'un accord passé. 
Basile II confie à Mansour la région de Loulon, près de la frontière arabo-byzantine. Selon Jean-Claude Cheynet, cette région ne serait pas la forteresse frontalière de Loulon mais plutôt un ensemble de villages dont les revenus sont affectés à Mansour lors de son exil. Il y construit ensuite une forteresse. Basile II confère aussi à Mansour un hébergement à Antioche, tandis qu'il sert avec ses hommes au sein de l'armée byzantine d'Antioche. Il y dirige plus précisément un tagma (régiment) de sept cents hommes. Lors de la bataille d'Azaz (1030), il fait partie des lieutenants de l'empereur Romain III Argyre mais les Byzantins sont vaincus par Abu Kamil Nasr ibn Salih ibn Mirdas, le fils de Salah ibn Mirdas. Sa présence indique vraisemblablement que Romain III est prêt à le placer à la tête d'Alep en cas de succès. Mansour disparaît ensuite des sources.

## Sources
- (en) Thierry Bianquis, « Mirdas », dans The Encyclopaedia of Islam, New Edition, Volume IX: San–Sze, Brill, 1997, 115-123 p. (ISBN 978-90-04-10422-8)
- (en) Marius Canard, « Hamdānids », dans The Encyclopedia of Islam, New Edition, Volume III: H–Iram, New York, BRILL, 1986, 126-131 p. (ISBN 90-04-09419-9)
- (en) Jean-Claude Cheynet, « The Duchy of Antioch during the Second Period of Byzantine Rule », dans East and West in the Medieval Eastern Mediterranean I: Antioch from the Byzantine Reconquest until the End of the Crusader Principality, Leuven: Peeters Publishers, 2006 (ISBN 90-429-1735-0), p. 1-16
- (en) Suhayl Zakkar, The Emirate of Aleppo, 1014-1094, Dar al-Amanah, 1971